# Resolution 11 des UN-Sicherheitsrates
Die Resolution 11 des UN-Sicherheitsrates ist eine Resolution, die der Sicherheitsrat der Vereinten Nationen in der 80. Sitzung am 15. November 1946 ohne Abstimmung beschloss. Sie beschäftigte sich mit der Aufnahme der Schweiz in die Statuten des Internationalen Gerichtshofs und legte die Bedingungen dafür fest.

## Hintergrund
Der Internationale Gerichtshof ging aus dem Ständigen Internationalen Gerichtshof hervor und arbeitet unter der Charta der Vereinten Nationen als „Hauptrechtsprechungsorgan der Vereinten Nationen“. Um seine Urteile durchsetzen zu können, ist er auf den Sicherheitsrat angewiesen, der auch den Zugang regelt.

## Inhalt
Der Sicherheitsrat empfahl, dass die Generalversammlung in Übereinstimmung mit Artikel 93 Paragraph 2 der Charta über die Bedingungen einer Aufnahme der Schweiz als Partei in die Statuten des Internationalen Gerichtshofs entscheiden sollte. Diese lauteten:
- Das Datum der Mitgliedschaft wurde auf den Tag festgesetzt, an dem die Schweiz mithilfe des Generalsekretärs ein von der Schweizer Regierung in Auftrag gegebenes Schreiben hinterlegt. Das Schreiben musste allen Anforderungen der Schweizer Verfassung genügen und folgende Punkte umfassen:

1. Einverständnis mit allen Bestimmungen der Statuten des Internationalen Gerichtshofs[4]
2. Einverständnis mit allen Pflichten eines Mitglieds der Vereinten Nationen, wie sie im Artikel 94[5] der Charta festgelegt sind
3. Eine Verpflichtungserklärung, nach denen ein Beitrag zu den Ausgaben des Gerichtshofs geleistet wird. Der Betrag wird von der Generalversammlung in Absprache mit der Schweizer Regierung von Zeit zu Zeit festgelegt

## Mitgliedschaft
Der Schweizer Bundesversammlung ermächtigte den Schweizer Bundesrat am 12. März 1948, die verlangte Erklärung abzugeben. Die Ermächtigung trat am 17. Juni 1948 in Kraft. Die Hinterlegung der letzten Erklärung erfolgte am 28. Juli 1948 und gilt deshalb auch als Beitrittsdatum der Schweiz zu den Statuten des Internationalen Gerichtshofs.